# Шкіра (матеріал)

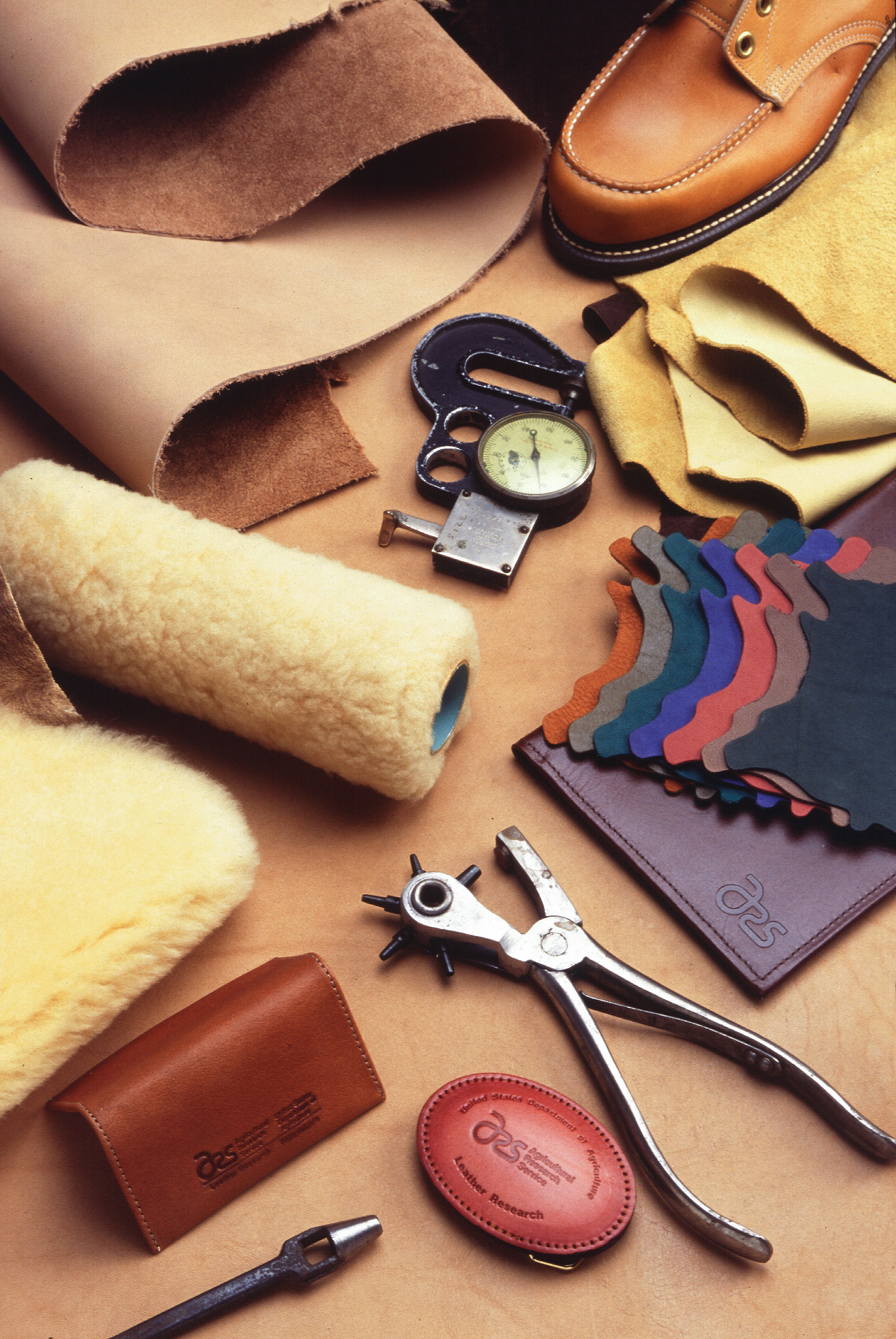
Різноманітність виробів зі шкіри та кілька робочих інструментів

Шкі́ра, ремі́нь, заст. і діал. ко́жа — матеріал, виготовлений або створений шляхом механічної і хімічної обробки шкіри тварин, при цьому в цілому зберігається структура натуральних волокон. Шкіра є результатом обробки шкур.
Слово «шкіра», з огляду на його західноукраїнське походження, ймовірно, походить від пол. skóra (< праслов. *skora, звідси також питомо українське скорина). Від того ж польського skóra походять також українське й російське «шкура». Слово «кожа» походить від праслов. *koža (раніша форма *kozja), котре утворене від *koza («коза») — первісно так називали оброблену козячу шкіру.

## Отримання

### Білування
Білування шкір — знімання її з туші і звільнювання від підшкірних тканин, зокрема, підшкірно-жирової клітковини. Білування — один з найдавніших промислів, поширене у багатьох галузях тваринництва. У давнину білою називали будь-яку вичинену шкіру, готову для продажу або сплати податку.

### Вичинювання
Вичинювання — піддавання сирої шкури спеціальній обробці, у результаті чого вона робиться придатною для використання. У старовину ремісники, що займалися вичинюванням шкур, називалися чинбарями, а ремесло — чинбарством.

## Різновиди шкіри

### Сиром'ятна шкіра
Сиром'ятна шкіра або сири́ця — вид шкіри, отриманий шляхом розпушення структури шкури з наступною фіксацією цього стану жирувальними речовинами.

### Дублена шкіра
Дублена або гарбована шкіра — вид шкіри, отриманий шляхом оброблення шкури хімічними речовинами.
- Рослинне дублення шкір
- Хромове дублення шкір